# 城岡れい
城岡 れい（しろおか れい）　青森県つがる市出身。女性作詞家。

## 略歴
- 日本作詩家協会理事
- 日本音楽著作家連合理事
- 日本音楽著作権協会（JASRAC）正会員

第39回（平成18年）日本作詩大賞（テレビ東京）
上杉香緒里「おんな酒」優秀賞入賞
第39回（平成18年）日本有線大賞 有線音楽賞「おんな酒」受賞

## 作詞した楽曲
| 歌手                             | |
| -------------------------------- | --- |
| 山本譲二                         | 『名もない花に乾杯を』「めぐり雨」 『新宿の月』 「春江ワルツ」 『泣いたらいいさ』                                                            |
| 北原ミレイ                       | 『風の午後』 『マゼンダの黄昏に』 |
| 川中美幸                         | 「花の色」 |
| 北見恭子                         | 『石に咲く花』 |
| 若山かずさ                       | 『冬燕』 |
| 島津悦子                         | 『彩花』 「可愛い女」 『よりそい酒』 「よりそい酒パートⅡ」 『永遠の花』 「鴎のブルース」                                                     |
| 上杉香緒里                       | 『おんな酒』 「遠野しぐれ」 『おんな傘』 「堂島しぐれ」 『波止場うた』 「紅蓮の花」 『鬼灯』 「白い着物」 『暗夜の恋』 「風の酒」 『月夜川』 |
| 岩出和也                         | 『東京陽炎』「むらさき夜曲」 『黄昏に愛を・・・』「愛のソーシャルダンス」 『横浜ベイエリア』                                                 |
| チャン・スー（チャン・ウンスク） | 『昼顔』 『チェビ～燕』「黄砂の時」 『めぐりあい』「つよがり」                                                                               |
| 三田りょう                       | 『心のみちづれ』「旅愁酒」 「伊集の花咲く頃」                                                                                                |
| 北野まち子                       | 「花まる女節」 |
| 北岡ひろし                       | 『不滅の愛』 「紅の蝶」 「愛の流れに」「地図のない道」 『御宿・曳き舟』                                                                      |
| 水元亜紀                         | 『月ヶ瀬恋歌』 |
| 青戸健                           | 『かあちゃんの灯り』「北海の犬たち」 |
| 奈良崎正明                       | 「斑鳩の女」 |
| 胡浜四郎                         | 「絆のワルツ」 |
| 琴美                             | 「ときめいて きらめいて」 |
| ヨン・スヨン                     | 「セピアの花」 |
| 他多数                           | *青森県 障害児施設森田学園園歌『輝く瞳』 |